# New Kilpatrick Parish Church

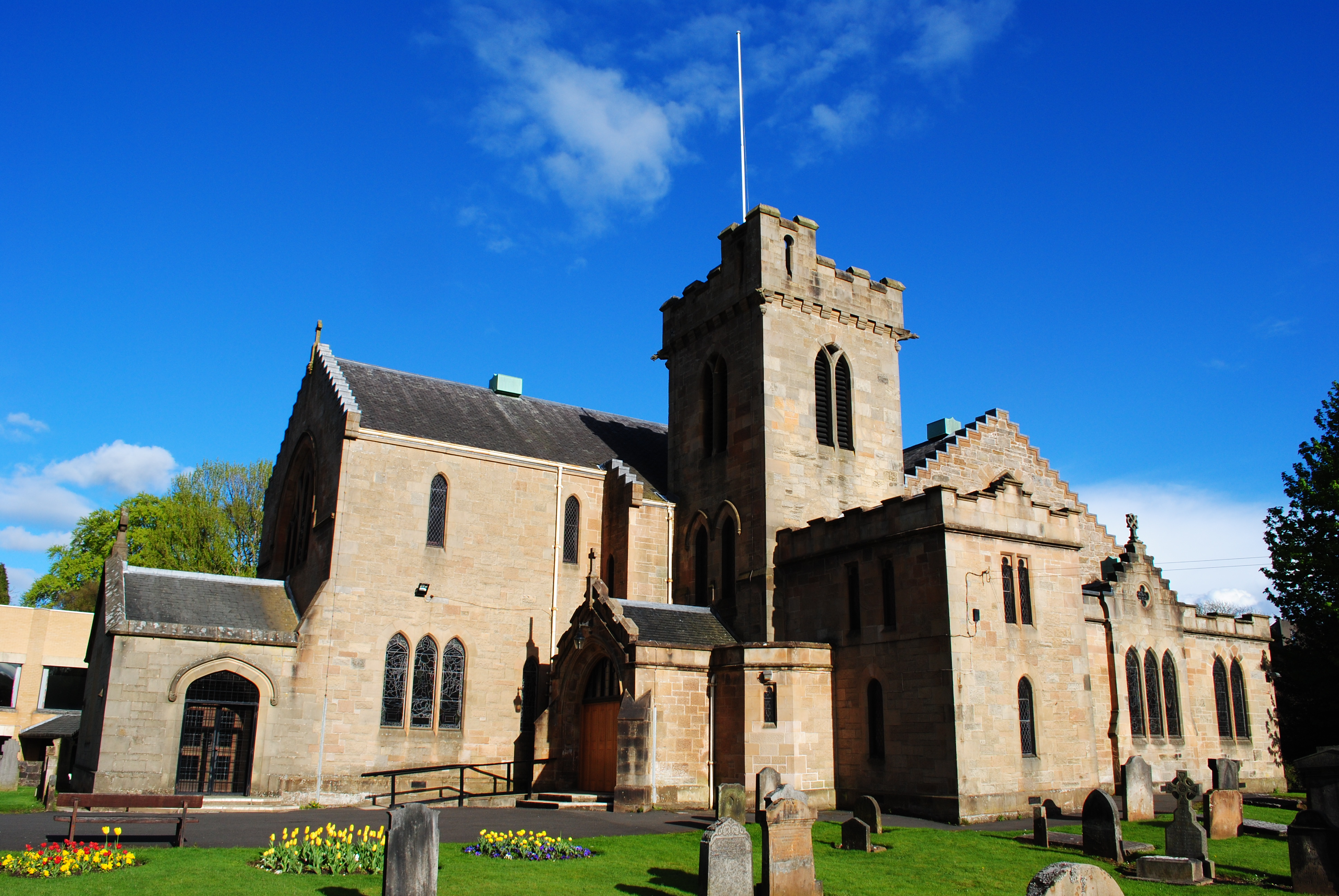
New Kilpatrick Parish Church

Die New Kilpatrick Parish Church ist eine Kirche der presbyterianischen Church of Scotland in der schottischen Stadt Bearsden in East Dunbartonshire. Das Bauwerk liegt im Stadtzentrum zwischen der Kirk Road und der Manse Road. 1971 wurde die New Kilpatrick Parish Church in die schottischen Denkmallisten zunächst als Denkmal der Kategorie B aufgenommen. 2001 erfolgte dann die Hochstufung in die höchste schottische Denkmalkategorie A. Die Kirche wird heute noch als solche genutzt.

## Geschichte
Die Bezeichnung „New Kilpatrick Parish Church“ bezieht sich nicht darauf, dass ein älterer Bau ersetzt worden ist, sondern auf die Aufspaltung des Parishs Kilpatrick in einen Parish Old Kilpatrick im Westen und New Kilpatrick im Osten im Jahre 1649. Es handelt sich somit um die Pfarrkirche des Parishs New Kilpatrick. Um 1650 wurde am Standort der heutigen Kirche ein Vorgängerbau errichtet. Dieser wurde abgerissen, nachdem nach etwa 150-jähriger Nutzung altersbedingte Schäden auftraten und durch das heutige Gebäude ersetzt. Der Bau wurde 1808 abgeschlossen und umfasste ein einfaches Gebäude von annähernd quadratischem Grundriss ohne Seitenschiffe. 1812 wurde ein Bleiglasfenster installiert, welches als besonders wertvoll beschrieben ist. Das bestehende Gebäude wurde seit seiner Fertigstellung mehrfach erweitert. So stammt das östliche Seitenschiff aus dem Jahre 1873, das westliche ist zwölf Jahre jünger. 1880 erfolgte eine Erweiterung des Mittelschiffs und später die Verlegung des Altarraums in einen Anbau im Jahre 1909. Zuletzt wurde 1972 ein Vorraum hinzugefügt.

## Beschreibung
Die New Kilpatrick Parish Church besteht aus einem Mittelschiff mit zwei Seitenschiffen. Sie ist annähernd von allen Seiten von einem Friedhof umgeben, auf welchem das Mausoleum der Campbells of Succoth erwähnenswert ist. Der derzeit genutzte Friedhof befindet sich jedoch einige hundert Meter in östlicher Richtung und wurde auf einem Teilstück des Antoninuswalls errichtet. Das Gebäude schließt mit Satteldächern ab, die mit Staffelgiebeln gearbeitet sind. Einen hohen Anteil an der Einstufung in die Kategorie A tragen die Bleiglasfenster, deren höchste Bedeutung hervorgehoben wird. Neben dem Fenster aus dem Jahre 1812 von Stephen Adam und Alf Webster existiert noch das Motiv des Guten Sarmariters aus dem Jahre 1884. Die Lanzettfenster wurden von Douglas Strachan gestaltet.